# Гхарти, Кришна Бахадур
Кришна Бахадур Гхарти Магар (непальск. कृष्णबहादुर घर्तीमगर) — непальский политический и государственный деятель, губернатор Лумбини-Прадеш (с 2024).

## Биография
Начал политическую карьеру в качестве члена политической партии «Непальский конгресс», от которой выдвигался на ряд государственных постов.
1 августа 2024 года президент Рам Чандра Паудел назначил его преемником Амика Шерчана на посту губернатора Лумбини-Прадеш по рекомендации Правительства и Совета министров Непала.